# 압해초등학교 마산분교
압해초등학교 마산분교는 대한민국 전라남도 신안군 압해읍 매화리(마산도)에 있던 공립 초등학교이다.

## 연혁
- 1960년 3월 14일 매화국민학교 마산분교 설립 인가
- 1960년 4월 1일 마산분교장 개교
- 1967년 4월 1일 도서벽지학교 '을'급 지정
- 1968년 5월 1일 도서벽지학교 '갑'급 조정
- 1986년 1월 1일 도서벽지학교 '나'급 조정
- 1992년 3월 1일 고이국민학교 마산분교장 개편
- 1993년 9월 1일 압해국민학교 마산분교장 개편
- 1996년 3월 1일 압해초등학교 마산분교 개칭
- 2001년 1월 1일 도서벽지학교 '가'급 조정
- 2006년 3월 1일 폐교 및 압해초등학교 통폐합